# San Eladio
San Eladio är en udde i Antarktis. Den ligger i Västantarktis. Argentina, Chile och Storbritannien gör anspråk på området.
Terrängen inåt land är huvudsakligen kuperad, men norrut är den platt. Havet är nära San Eladio åt nordväst. Trakten är glest befolkad. Närmaste befolkade plats är Gonzalez Videla Station, 12,4 kilometer öster om San Eladio. 